# Lidija Brezavšček
Lidija Brezavšček, slovenska pesnica, prevajalka, urednica, * 27. november 1961, Radovljica.

## Življenje in delo
Urednica na pesniškem portalu Pesem.si, prevajalka dva tisoč verzov dolge Lamberške pesnitve v integralnem prevodu Slave vojvodine Kranjske in finalistka pesniškega turnirja založbe Pivec leta 2012 in 2014. 

## Izbrana bibliografija
- Janez Vajkard Valvasor - Slava vojvodine Kranjske : integralni prevod (COBISS) (prevajalka) (Ljubljana, 2009-2012)
- Nič ali skrivnost pesmi (COBISS) (Ljubljana, 2012)
- Pogodba z Ničem (COBISS) (Maribor, 2018)